# 찰리 반즈
찰리 시거스 반즈(Charles Segars Barnes, 1995년 10월 1일 ~ )는 미국의 야구 선수이자, 전 KBO 리그 롯데 자이언츠의 투수이다.

## 미국 프로야구 시절
2017년에 미네소타 트윈스에 입단하였다.

## 한국 프로야구 시절

### 롯데 자이언츠시절
2022년에 앤더슨 프랑코, 댄 스트레일리를 대체할 외국인 투수로 영입되었다. 이는 브룩스 레일리 이후 3년 만의 팀 좌완 외국인 투수 영입이었다.